# Nazionale maschile di beach soccer d'Israele
La nazionale di beach soccer di Israele (נבחרתה הלאומית של ישראל בכדורגל חופים) rappresenta Israele nelle competizioni internazionali di beach soccer.

## Storia
Nel giugno 2007 è stata fondata la lega Israel Beach Soccer. Per l'evento di apertura, la Federazione calcistica di Israele ha programmato una partita amichevole tra le squadre nazionali di Israele e Inghilterra. Alla fine, Israele ha vinto la sua prima partita 6-5. Sia Alon Mizrahi che Itzik Zohar, ex giocatore nazionale della nazionale israeliana, hanno segnato.

## Rosa
Aggiornata al 23 giugno 2017
| N. |                    | Ruolo | Calciatore       |
| -- | ------------------ | ----- | ---------------- |
| 1  | Israele (bandiera) | P     | Assaf Raz        |
| 3  | Israele (bandiera) | C     | Nisan Revivo     |
| 4  | Israele (bandiera) | D     | Alon Levi        |
| 5  | Israele (bandiera) | A     | Sharon Gormezano |
| 6  | Israele (bandiera) | D     | Yakir Shina      |

| N. |                    | Ruolo | Calciatore             |
| -- | ------------------ | ----- | ---------------------- |
| 7  | Israele (bandiera) | C     | Adam Lam               |
| 8  | Israele (bandiera) | A     | Muhammad "Noor" Sarsur |
| 10 | Israele (bandiera) | C     | Amer Yatim             |
| 11 | Israele (bandiera) | C     | Vitali Ganon           |
| 18 | Israele (bandiera) | P     | Ben Volovelski         |

Allenatore: Mamon Amer